# Vives Flammes
Pour les articles homonymes, voir Vive Flamme (homonymie).
La revue Vives Flammes est publiée depuis 1953 par les moines de l'Ordre des Carmes déchaux français pour établir un lien avec les communautés séculières du Tiers-Ordre carmélite. Par la suite, la revue se transforme en une « revue carmélitaine de spiritualité », plus généraliste, les informations destinées aux membres laïcs du Carmel étant rassemblées dans un petit bulletin spécifique.
La revue est publiée trimestriellement, avec un numéro hors-série par an (soit 5 numéros par an). Elle comporte environ 120 pages au format 11,5 × 17,5 cm. La revue compte environ 1 600 abonnés.

## Historique
Cette revue a été fondée en 1953, sous le titre de Scapulaire, à destination du Tiers-Ordre carmélite. Cette revue est issue de la revue Carmel (fondée en 1911) : la revue Carmel, qui cumulait une fonction de "revue de spiritualité" et de "bulletin à destination du Tiers-Ordre", s'oriente (en 1953) vers une mission de revue de spiritualité généraliste pendant que la revue Scapulaire hérite de la mission de lien avec les communautés séculières. La revue est renommée Vives Flammes en 1960.
Aujourd'hui, les nouvelles et les informations propres à l'OCDS ont été expurgées de la revue Vives Flammes pour être concentrées dans un petit livret d'une vingtaine de pages format A6. La revue est donc devenue à son tour une revue "généraliste" de spiritualité, en format de poche.
Les responsables de rédaction de la revue sont :
- 1953 - 1958 : ?
- 1958 - 1978 : Père Pierre-Marie de la Croix
- 1978 - ? : ?
- ? - 2011 : Philippe Réguis
- 2011 - ... : Marie-Laurent Huet

## Présentation

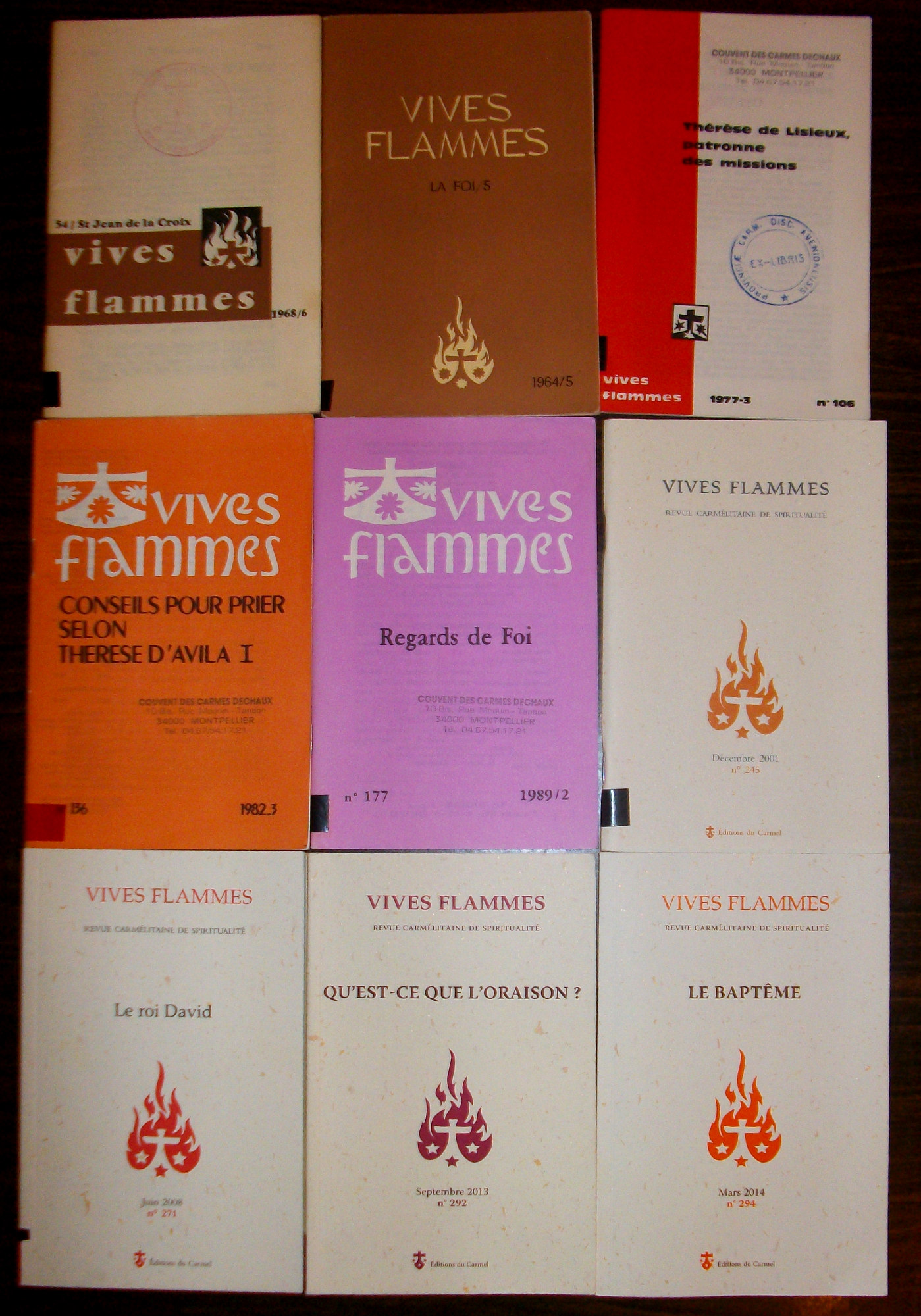
Exemples de revues Vives Flammes publiées par les éditions du Carmel

Vives Flammes est une revue trimestrielle, format 11.5x17.5, comptant entre 80 et 90 pages par numéro. Elle est publiée avec le sous-titre « Revue carmélitaine de spiritualité ». Le numéro 300 a été publié en septembre 2015. Chaque revue est composée en 2 parties : 
- un Dossier construit sur un thème servant de titre à ce numéro de revue. Ce dossier rassemble quelques articles (4 ou 5 en général) abordant cette thématique.
- un cahier de 4 Rubriques (stables d'un numéro à l'autre) : Lectio divina, Patristique, Repères pour la foi, Menus propos sur la prière. Chaque rubrique est composé d'un unique article.

Cette revue est vendu en librairie, mais également par abonnement.
Quelques exemples de numéros publiés :
| - N° 246 : L'imagination - N° 254 : Église et vie spirituelle - N° 255 : Les signes de Dieu - N° 256 : L'art de vivre - N° 257 : La simplicité - N° 259 : Le zèle apostolique - N° 260 : L'humilité - N° 261 : Liturgie et contemplation - N° 262 : La liberté - N° 263 : La solitude - N° 264 : La sainteté - N° 265 : Saint Joseph | - N° 266 : La paix de Dieu - N° 267 : La grâce - N° 269 : « Délivre-nous du Mal » - N° 270 : La volonté de Dieu - N° 271 : Le roi David - N° 272 : La communion des saints - N° 273 : La douceur - N° 274 : Le Père - N° 275 : L'appel de Dieu - N° 276 : Le renoncement - N° 277 : La bonté - N° 279 : L'intercession | - N° 280 : Le désir du Ciel - N° 281 : Le silence - N° 283 : Le chemin - N° 284 : La louange - N° 285 : Jésus, mon ami - N° 287 : La lecture spirituelle - N° 288 : L'instant présent - N° 289 : Confiants jusqu'à l'audace - N° 290 : Le don de la foi - N° 291 : Le pèlerinage - N° 292 : Qu'est-ce que l'oraison - N° 293 : Le jeûne | - N° 294 : Le baptême - N° 295 : la vie dans l'Esprit - N° 296 : Le diable - N° 297 : Méditer et retenir dans son cœur - N° 298 : La communion fraternelle - N° 299 : Se reposer - N° 300 : Où est la route du bonheur ? - N° 301 : L'angoisse |